# Mikronesiska köket

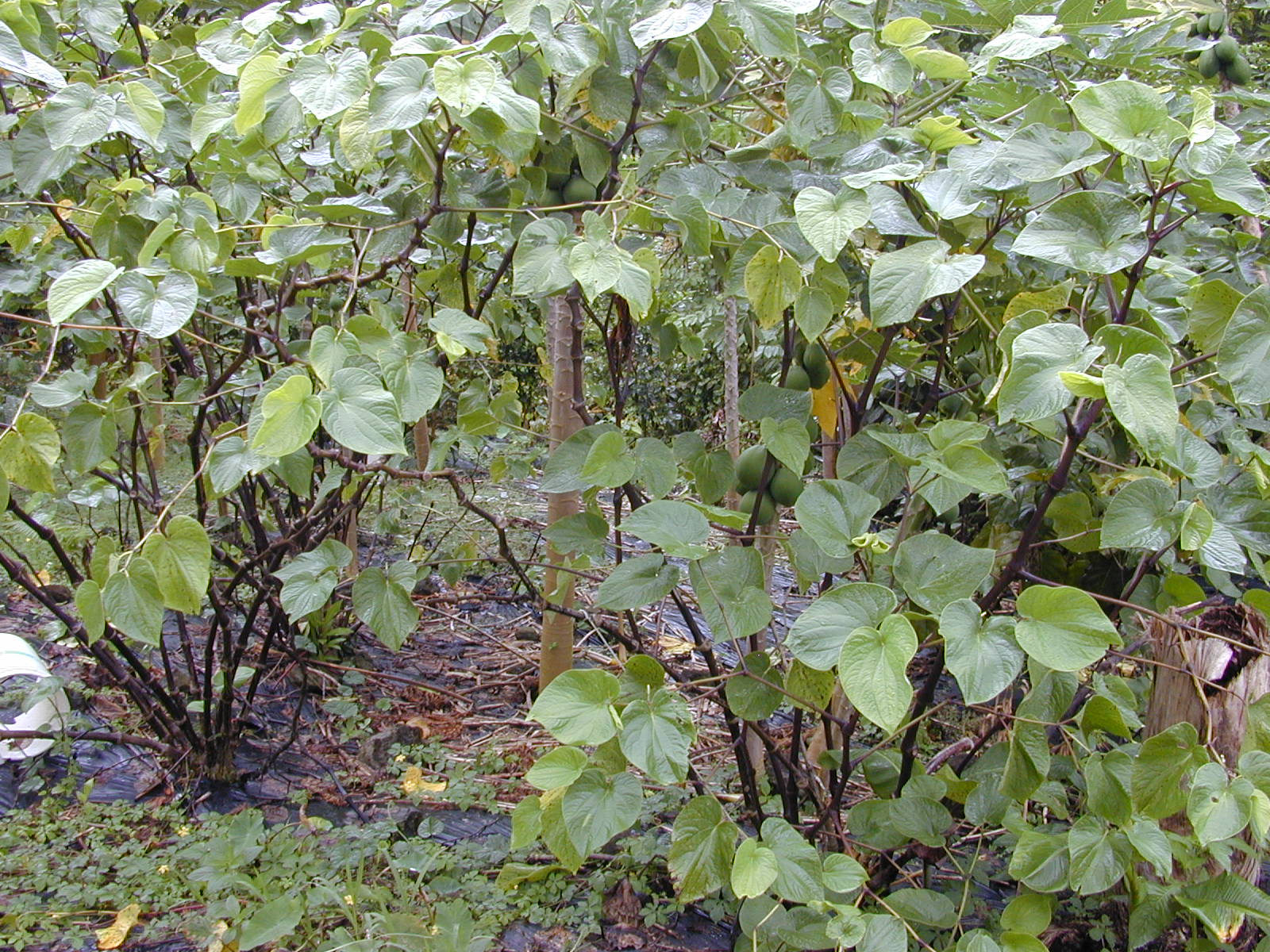
Kava

Mikronesiska köket är den matkultur och de mattraditioner som finns i Mikronesiska federationen, en östat belägen i Oceanien. På grund av dess läge mitt i havet är fisk och skaldjur utmärkande i den lokala maten, och räknas till och med som en symbol för mikronesisk identitet. Av fiskarna är tonfisken populär. Stärkelserik mat med mycket kolhydrater med mycket kött och frukt är en viktig del av kosten.
Yams, kava, bananer och kokosnötter utgör stapelvaror. Till fester används kött som fläskkött och kycklingkött. Sakau, även kallad kava, är en traditionell dryck som görs på roten från en buske som innehåller en något narkotisk substans som kommer ut när den sammanpressas. Dessa säljs i sakaubarer. På ön Chuuk råder alkoholförbud, vilket har medfört att andra närliggande öar ofta används som picknicköar för Chuuks invånare.
Den senare tiden har turismen medfört ett ökat antal restauranger, så även utländska sådana representerande både amerikanska, japanska, koreanska och mexikanska köket, med flera.

### Webbkällor
- ”Mikronesien”. Foodetc.se. http://www.foodetc.se/mikronesien.php. Läst 14 april 2010.
- ”Micronesia Food” (på engelska). Maps of World. http://www.mapsofworld.com/micronesia/culture-and-society/food.html. Läst 14 april 2010.
- ”Micronesia Food & Dining” (på engelska). iExplore.com. Arkiverad från originalet den 16 augusti 2009. https://web.archive.org/web/20090816035422/http://www.iexplore.com/dmap/Micronesia/Dining. Läst 14 april 2010.